# 布萨诺
布萨诺（意大利语：Busano），是意大利皮埃蒙特大区都灵省的一个市镇。人口1571(2010年12月31日)。